# 夹马营街
夹马营街，位于中华人民共和国河南省洛阳市瀍河回族区的一个街道。

## 沿革
夹马营又称甲马营，原是后唐时禁军的屯驻之地。夹马营街的靠南一段又被称为爽明街。当地人又称夹马营为火烧街或火街。火街名称相传出自《宋史》中，宋太祖赵匡胤出生时，“赤光绕室，异香经宿不散，体有金色，三日不变。” （页面存档备份，存于）赵匡胤于与夹马营街北端交叉的八孔窑街出生。。